# Нуку
Нуку (рум. Nucu) — село у повіті Бузеу в Румунії. Входить до складу комуни Бозіору.
Село розташоване на відстані 112 км на північ від Бухареста, 41 км на північний захід від Бузеу, 123 км на захід від Галаца, 70 км на схід від Брашова.

## Населення
За даними перепису населення 2002 року у селі проживала 101 особа, усі — румуни. Усі жителі села рідною мовою назвали румунську.